# 安倍三寅
安倍 三寅（あべ の みとら）は、平安時代前期の貴族。三河守・安倍氏主の子。官位は従五位上・因幡権守。

## 経歴
貞観6年（864年）従五位下に叙爵（この時の官職は左近衛将監）。のち、散位を経て貞観7年（865年）三河権介、貞観8年（866年）近江権大掾、貞観10年（868年）近江介と清和朝において地方官を歴任。また貞観8年（866年）11月には鷹三連の飼養を朝廷から許されている。
陽成朝では右馬助次いで左馬助と馬寮の官人を務め、元慶3年（879年）に従五位上に昇叙されている。元慶8年（884年）光孝天皇の即位後まもなく鎮守府将軍に任命されると、仁和2年（886年）因幡権守と光孝朝では再び地方官を歴任した。

## 官歴
『日本三代実録』による。
- 時期不詳：正六位上。左近衛将監
- 貞観6年（864年） 正月7日：従五位下
- 貞観7年（865年） 正月27日：三河権介
- 貞観8年（866年） 正月13日：近江権大掾
- 貞観10年（868年） 正月16日：近江介
- 時期不詳：右馬助
- 元慶3年（879年） 11月25日：従五位上
- 元慶5年（881年） 正月7日：見左馬助
- 元慶8年（884年） 3月9日：鎮守将軍
- 仁和2年（886年） 2月21日：因幡権守

## 系譜
- 父：安倍氏主[2]
- 母：不詳
- 生母不明の子女
  - 男子：安倍勝嗣[2]